# 이문건 부부묘 출토 유물
이문건 부부묘 출토 유물(李文楗 夫婦墓 出土 遺物)은 충청북도 청주시, 충북대학교박물관에 있는, 조선시대의 유물이다. 2014년 7월 1일 충청북도의 유형문화재 제360호로 지정되었다.

## 지정사유
2012년 5월에 경상북도 고령군에 자리한 이문건(1494~1567)과 숙부인 안동김씨(1497~1566)의 부부묘를 괴산군으로 이장하는 과정에서 출토된 유물로 16세기의 부장품과 복식문화를 살필 수 있는 귀중한 자료이다.
안동김씨의 묘지는 조선 전기 남편이 부인의 묘지명을 쓴 희귀한 자료이고, 이문건의 철릭은 조선전기의 대표적 철릭 형태를 띠고 보존 상태가 양호하며, 세조대는 완전한 형태로 보관되어 보존 가치가 크다. 여모는 운문단을 6쪽 이어 만들었고 모자의 안은 털을 넣었으며 쪽염의 흔적이 남아 있다.

## 세부 내역
| 번호 | 유물명                        | 수량 | 재질 | 크기(cm)                                                                                      | 비고 |
| ---- | ----------------------------- | ---- | ---- | --------------------------------------------------------------------------------------------- | ---- |
| 1    | 안동김씨 묘지 (安東金氏 墓誌) | 6점  | 도자 | ①23.5x17.0x3.5, ②23.5,x16.5x3.5 ③23.5x16.5x3.5, ④24.0x16.5x3.5 ⑤24.0x17.0x3.5, ⑥24.0x16.5x3.5 |      |
| 2    | 백자 항아리                   | 1점  | 도자 | 높이:16.0, 구결:8.8, 저경:6.5                                                                 |      |
| 3    | 철릭(鐵裏)                    | 1점  | 사직 | 화장:113.0, 길이:131.0                                                                        |      |
| 4    | 여모(女帽)                    | 1점  | 사직 | ①모자부분 - 길이:43.0, 너비:32.0 ②끈부분 - 길이:62.0, 너비:3.5                                |      |
| 5    | 세조대(細條帶)                | 1점  | 사직 | 길이:202.0, 너비:0.7                                                                          |      |

## 참고 자료
- 이문건 부부묘 출토 유물 - 국가유산청 국가유산포털